# The Show (singel Girls Aloud)
The Show – pierwszy singel Girls Aloud z ich drugiego studyjnego albumu What Will The Neighbours Say?. Piosenka wydana 28 czerwca 2004 roku, zadebiutowała na #2 miejscu Wielkiej Brytanii, w Grecji dotarła do miejsca #1, natomiast w Irlandii do miejsca #5. W Wielkiej Brytanii sprzedała się w łącznym nakładzie 75 tysięcy egzemplarzy.

## Lista utworów
| #              | Tytuł                          | Długość |
| -------------- | ------------------------------ | ------- |
| UK CD single 1 |                                |         |
| 1.             | "The Show"                     | 3:36    |
| 2.             | "Jump" [Flip 'n' Fill Remix]   | 6:15    |
| UK CD single 2 |                                |         |
| 1.             | "The Show"                     | 3:36    |
| 2.             | "The Show" [Gravitas Club Mix] | 6:50    |
| 3.             | "The After Show" [Interview]   | 5:30    |
| 4.             | "The Show" [Video]             | 3:38    |
| 5.             | "The Show" [Karaoke Video]     | 3:38    |
| 6.             | "The Show" [Game]              |         |
| UK CD single 3 |                                |         |
| 1.             | "The Show"                     | 3:36    |
| 2.             | "Jump" [Flip 'n' Fill Remix]   | 6:15    |
| 3.             | "The Show" [Ringtone]          |         |

## Pozycje na listach
| Lista (2004)                  | Najwyższa pozycja |
| ----------------------------- | ----------------- |
| Greece Singles Chart          | 1                 |
| UK Singles Chart              | 2                 |
| Irish Singles Chart           | 5                 |
| Poland Singles Chart          | 17                |
| Australian ARIA Singles Chart | 67                |